# Sistemul Energetic Național
Sistemul Energetic Național (SEN) cuprinde totalitatea instalațiilor pentru producerea, transportul, distribuția și utilizarea curentului electric din România, care, indiferent de gestionarul instalației respective, sunt interconectate între ele și au un regim comun și continuu de producere și consum a energiei electrice.

## Componență
- Producerea energiei electrice se realizează prin intermediul generatoarelor electrice ce transformă alte forme de energie. Formele de energie convertite sunt:
  - energia potențială sau cinetica apelor;
  - energia atomică;
  - energia solară, eoliană;
  - energia chimică a combustibililor (hidrocarburi, combustibili fosili).
- Transportul energiei electrice se realizează prin intermediul liniilor electrice la tensiunea nominală 220 sau 400 kV.
- Transelectrica S.A. este operatorul de transport și de sistem din România, cu un rol cheie pe piața de energie electrică din țară, care administrează și operează sistemul electric de transport și asigură schimburile de electricitate între țările Europei Centrale și de Răsărit, ca membru al ENTSO-E (Rețeaua Europeană a Operatorilor de Transport și Sistem pentru Energie Electrică) și este responsabilă pentru transportul energiei electrice, funcționarea sistemului și a pieței, asigurarea siguranței Sistemului Electroenergetic National (SEN). De asemenea, Transelectrica S.A reprezintă principala legătură dintre cererea și oferta de electricitate, echilibrând permanent producția de energie cu cererea. Distribuția energiei electrice se realizează prin intermediul liniilor electrice și are valori cuprinse între 0.4 și 110 kV.

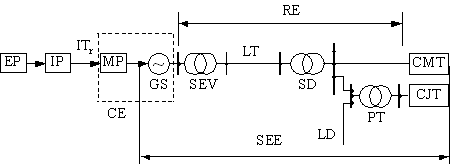
SEN

EP-energie primară; IP-instalație primară; ITr-instalație de transport; MP-mașină primară; GS-generator sincron; CE-centrală electrică; SEV-stație de evacuare; LT-linie de transport; SD-stație de distribuție; LD-linie de distribuție; PT-post de transformare; CMT-consumator de medie tensiune; CMJ-consumator de joasă tensiune.